# Triumph America
La Triumph America, chiamata anche Bonneville America, è una motocicletta prodotta dalla casa motociclistica inglese Triumph dal 2002 al 2015.
È la prima moto della tipologia "cruiser" realizzata dalla Triumph.

## Storia e descrizione

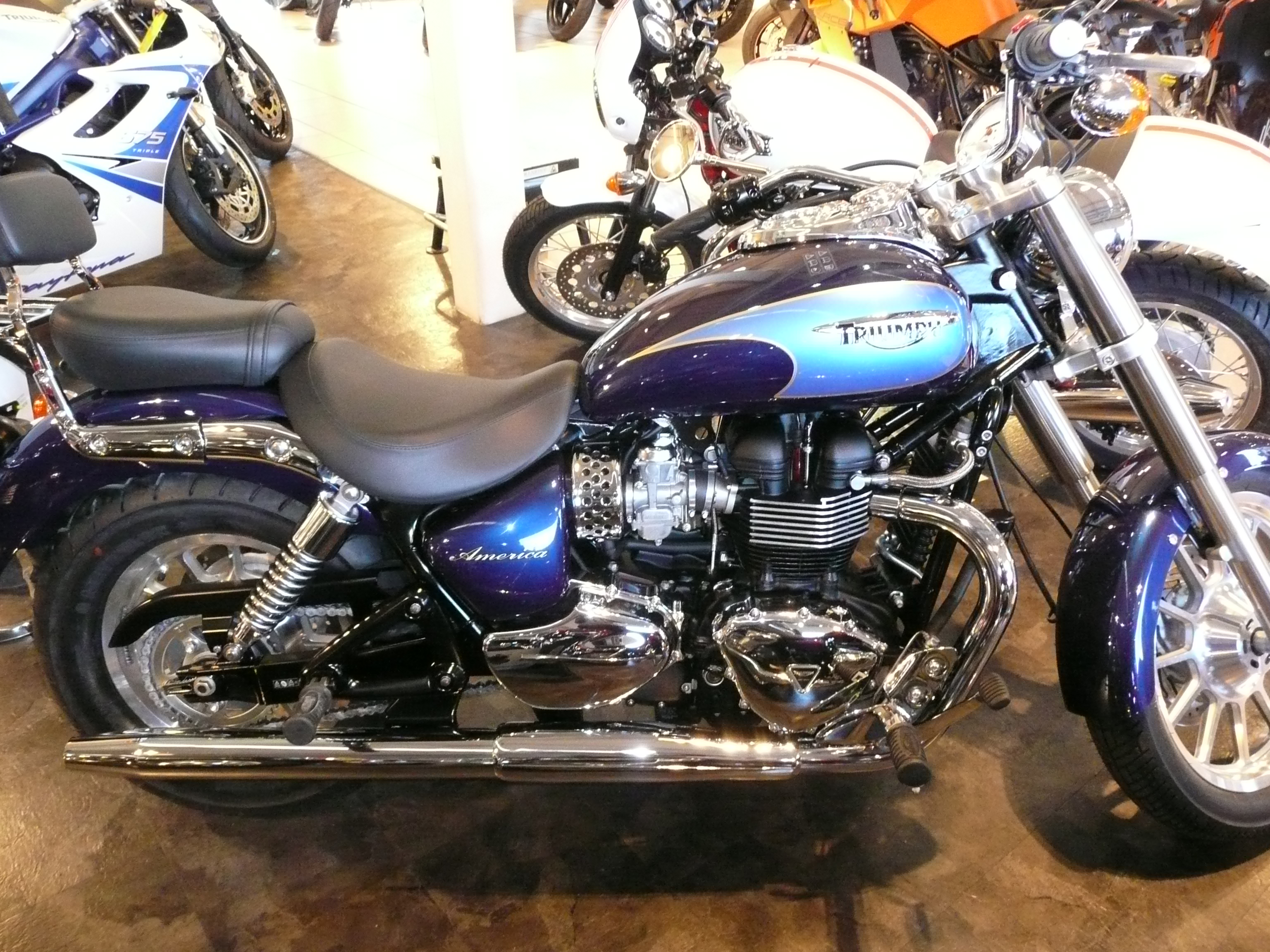
Dettaglio del motore

Rispetto alla coeva Bonneville standard dal quale deriva, ma con un motore rinnovato da 790 cm³ con albero fasato a 270° invece che a 360° (per aver più regolarità di erogazione) da 62 CV a 7400 giri con una coppia di 6,12 kgm a 3500 giri, la America ha una impostazione di guida molto diversa con il passo aumentato di 160 mm per un totale di  1660 mm, rendendola complessivamente 170 mm più lunga. La sella è stata abbassata di 56 mm e l'angolo di inclinazione del canotto di sterzo è aumentato di 4,3 gradi, ottenendo un'inclinazione di 33,3 gradi. L'America aveva il disco anteriore da 310 mm della Bonneville, ma la ruota anteriore era più piccola da 18 pollici (460 mm) di diametro mentre la ruota posteriore da 15 pollici (380 mm), con un disco freno più grande da 280 mm. L'America aveva anche un serbatoio del carburante più grande con una parte in plastica "cromata" per ospitare il bocchettone di riempimento, tachimetro da 4,5 pollici (110 mm) di diametro dotato di spie luminose. I pannelli laterali sono stati allungati con coperture in lamiera sopra le staffe delle pedane del passeggero. Anche le pedane del pilota sono state spostate nella parte anteriore del motore per creare una posizione di guida più da "cruiser".
Nel 2007 la cilindrata del motore è stata aumentata a 865 cc (sempre a carburatore) erogando una potenza massima di 54 CV (40 kW) a 6800 giri/min, con una coppia massima di 69 Nm disponibile a 4800 giri/min. Il consumo di carburante è di circa 45 miglia per gallone USA (5,2 L/100 km) in città e 50 miglia per gallone USA (4,7 L/100 km) in autostrada. Questo aggiornamento includeva nuovi silenziatori cromati "a cono inverso", un nuovo design dei cerchi in lega pressofuso, leve regolabili della frizione e del freno anteriore e una nuova finitura del motore completamente nera con coperchi cromati. La copertura della catena cromata, le pedane del passeggero e le protezioni superiori della forcella sono stati ridisegnati ed è stata montata una sella del passeggero più comoda. 
Nel 2008 la versione europea della moto è stata ulteriormente aggiornata con un sistema di iniezione elettronica del carburante per soddisfare la legislazione europea sulle emissioni, con gli iniettori nascosti da finti carburatori. La versione americana è stata aggiornata con le stesse specifiche nel 2009.